# Taraxacum longipyramidatum
Taraxacum longipyramidatum là một loài thực vật có hoa trong họ Cúc. Loài này được Schischk. miêu tả khoa học đầu tiên năm 1964.